# Do Androids Dream of Electric Sheep?
Do Androids Dream of Electric Sheep? (Brasil: Andróides Sonham Com Ovelhas Elétricas? / Portugal: Será que os Androides Sonham com Ovelhas Elétricas?) é um romance de ficção científica de 1968, escrito por Philip K. Dick. Narra a crise moral de Rick Deckard, um caçador de recompensas que persegue androides, conhecidos como replicantes, numa San Francisco pós-nuclear, parcialmente deserta.
A obra foi adaptada com notável sucesso ao cinema por Ridley Scott, em 1982, com o título Blade Runner, apresentando Harrison Ford como protagonista.

## Sinopse

### Plano de fundo e configuração
Em 1992 (2021 em edições posteriores) após uma devastadora guerra global chamada Guerra Mundial Terminus, a atmosfera radioativamente poluída da Terra levou as Nações Unidas a encorajar as emigrações em massa para colônias fora do mundo para preservar a integridade genética da humanidade. Afastar-se da Terra vem com o incentivo de androides pessoais gratuitos: robôs servos idênticos aos humanos. A Rosen Association fabrica os androides em uma colônia em Marte, mas alguns androides se rebelam violentamente e escapam para a Terra, onde esperam permanecer sem serem detectados. Como resultado, os departamentos de polícia americanos e soviéticos permanecem vigilantes e mantêm os oficiais caçadores de recompensas (blade runners) de androides de plantão.
Na Terra, possuir animais vivos reais tornou-se um símbolo de status da moda, tanto porque as extinções em massa tornaram raros os animais autênticos quanto por causa do impulso cultural que os acompanhou por uma maior empatia. No entanto, os pobres só podem se dar ao luxo de imitações de robôs de animais vivos que parecem realistas. Rick Deckard, o protagonista do romance, por exemplo, é dono de uma ovelha elétrica de rosto negro. A tendência de aumento da empatia coincidentemente motivou uma nova religião baseada em tecnologia chamada Mercerismo, que usa "caixas de empatia" para conectar os usuários simultaneamente a uma realidade virtual de sofrimento coletivo, centrada em um mártir-como personagem, Wilbur Mercer, que eternamente sobe uma colina enquanto é atingido por pedras que se quebram. Adquirir animais de estimação de alto status e conectar-se a caixas de empatia parecem ser as únicas duas maneiras pelas quais os personagens da história se esforçam para alcançar a realização existencial.

### Resumo do enredo
Rick Deckard, um caçador de recompensas do Departamento de Polícia de São Francisco, foi designado para "aposentar" (matar) seis androides do novo e altamente inteligente modelo Nexus-6 que recentemente escapou de Marte e viajou para a Terra. Esses androides são feitos de matéria orgânica tão parecida com a de um humano que apenas uma " análise póstuma da medula óssea "pode provar a diferença de forma independente, tornando-os quase impossíveis de distingui-los de pessoas reais. Deckard espera que esta missão lhe dê dinheiro suficiente para comprar um animal vivo para substituir suas ovelhas elétricas solitárias para confortar sua esposa deprimida, Iran. Deckard visita a Rosen Association sede em Seattle para confirmar a precisão do último teste de empatia destinado a identificar androides incógnitos. Deckard suspeita que o teste pode não ser capaz de distinguir os modelos mais recentes do Nexus-6 de seres humanos genuínos e parece dar um falso positivo em seu hospedeiro em Seattle, Rachael Rosen, o que significa que a polícia tem potencialmente executado seres humanos. A Associação Rosen tenta chantagear Deckard para que ele desista do caso, mas Deckard retesta Rachael e determina que Rachael é, de fato, um androide, o que ela finalmente admite.
Deckard logo conhece um contato da polícia soviética que acaba por ser um dos renegados do Nexus-6 disfarçado. Deckard mata o androide, então voa para matar seu próximo alvo, uma androida que vive disfarçada de cantora de ópera. Encontrando-a nos bastidores, Deckard tenta administrar o teste de empatia, mas ela chama a polícia. Não reconhecendo Deckard como um caçador de recompensas, os policiais o prendem e detêm em uma delegacia de polícia da qual ele nunca ouviu falar, cheia de policiais que ele fica surpreso por nunca ter conhecido. Um oficial chamado Garland acusa o próprio Deckard de ser um androide com memórias implantadas. Após uma série de revelações misteriosas na estação, Deckard pondera as questões éticas e filosóficas da sua linha de trabalho levanta a respeito da inteligência androide, empatia e o que significa ser humano. Garland, apontando uma arma para Deckard, revela que toda a estação é uma farsa, alegando que ele e Phil Resch, o caçador de recompensas residente da estação, são androides. Resch atira na cabeça de Garland, escapando com Deckard de volta a cantora de ópera, que Resch mata brutalmente a sangue frio quando ela alega que ele próprio pode ser um androide. Desesperado para saber a verdade, Resch pede a Deckard para administrar o teste de empatia nele, o que confirma que é realmente humano, embora particularmente cruel. Deckard então testa a si mesmo, confirmando que é humano, mas tem um senso de empatia por certos androides.
Deckard agora pode comprar para sua esposa Iran uma autêntica cabra com sua comissão, pelas "aposentadorias" que fez. Mais tarde, seu supervisor insiste que ele visite um prédio de apartamentos abandonado onde os três fugitivos androides restantes estão escondidos. Experimentando uma visão do profeta Mercer dizendo-lhe confusamente para prosseguir, apesar da imoralidade da missão, Deckard chama Rachael Rosen novamente, já que seu conhecimento da psicologia androide pode ajudar em sua investigação. Rachael se recusa a ajudar, mas relutantemente concorda em encontrar Deckard em um hotel em troca de ele abandonar o caso. No hotel, ela revela que um dos androides fugitivos é exatamente o mesmo modelo que ela, o que significa que ele terá que abater um androide que se parece exatamente com ela. Rachael persuade Deckard a fazer sexo, após o que eles confessam seu amor um pelo outro. Rachael revela que ela dormiu com muitos caçadores de recompensas, tendo sido programado para fazê-lo a fim de dissuadi-los de suas missões. Rick ameaça matá-la, mas se segura no último momento antes de partir para o prédio de apartamentos abandonado.
Enquanto isso, os três fugitivos android Nexus-6 restantes planejam como eles podem enganar Deckard. O único outro habitante do prédio, John R. Isidore, um humano com danos radioativos e intelectualmente abaixo da média, tenta fazer amizade com eles, mas fica chocado quando eles torturam e mutilam uma aranha rara que ele descobre. Todos eles assistem a um programa de televisão que apresenta evidências definitivas de que toda a teologia do mercerismo é uma farsa. Deckard entra no prédio, experimentando estranhas premonições sobrenaturais de Mercer notificando-o de uma emboscada. Quando os androides o atacam primeiro, Deckard é legalmente justificado, pois ele abate os três sem testá-los de antemão. Isidore fica arrasado e Deckard logo é recompensado por um número recorde de mortes de Nexus-6 em um único dia.
Deckard viaja para uma região desabitada e obliterada no Oregon para refletir. Ele sobe uma colina e é atingido por pedras que caem, quando percebe que esta é uma experiência assustadoramente semelhante ao martírio de Mercer. Ele tropeça abruptamente no que pensa ser um sapo de verdade (um animal que se pensa estar extinto), mas, quando volta para casa com ele, Iran descobre que é apenas um robô. No entanto, ela decide ocultar essa informação dele. Quando ele vai dormir, ela se prepara para cuidar do sapo elétrico em seu nome.

## Premiações
- 1968 - Indicado ao Prémio Nebula, categoria Romance
- 1998 - Locus Poll Award, Melhores Romances de FC de Todos os Tempos antes de 1990 (Posição: 51)

## Sequências
Três romances pretendem servir como sequências de Do Androids Dream of Electric Sheep? e Blade Runner foram publicados:
- Blade Runner 2: The Edge of Human (1995)
- Blade Runner 3: Replicant Night (1996)
- Blade Runner 4: Eye and Talon (2000)

Estas sequências oficiais e autorizadas foram escritas pelo amigo de Dick, Kevin Wayne Jeter. Eles continuam a história de Rick Deckard e tentam reconciliar muitas das diferenças entre o romance e o filme de 1982.